# OSP (기업)
주식회사 OSP는 대한민국의 사료 제조업체이다.

### 추가 설명
1. ↑  주관사를 대신증권으로 공모가 8,400원에 코스닥 시장에 상장